# ZX80
ZX80 je první počítač společnosti Sinclair Research Ltd. založené Clivem Sinclairem. S cenou 99,95 liber to byl první počítač, který se prodával za cenu menší než 100 liber. Jako stavebnice se prodával dokonce za 79 liber. Předchůdcem počítače je stavebnice kalkulačky MK14. Jeho následníkem je počítač ZX81.
Podle designéra Ricka Dickinsona je počítač pojmenován po procesoru Z80 s přidaným písmenem X jako „magickou ingrediencí“.

## Hardware
- Procesor: Z80
- RAM: 1 kB
- ROM: 4 kB

## Klony počítače ZX80
Klony počítače ZX80 vznikaly především v Brazílii, kde v době uvedení počítače ZX80 na trh platilo omezení, že zahraniční výrobci počítačů nesmí své výrobky na brazilském trhu prodávat. Varianty počítače ZX80 tak vyráběla společnost Microdigital Eletrônica Ltda. a divize Nova Electrônica společnosti Prológica Microcomputadores Ltda. (k nim se později připojily s variantami počítače ZX81 ještě společnosti CDSE, Engebrás Eletrônica e Informática Ltda. a Ritas do Brazil).
V USA naopak kvůli výrobě kopie počítače ZX80 došlo k soudnímu sporu. Spor vznikl kvůli počítači Microace, který byl vyráběn firmou Microace of 1384 East Edinger, Santa Ana, CA 92705, USA brzo po uvedení počítače ZX80. Soudním procesem se Sinclairem byla jeho výroba zastavena. Později byl uváděn jako klon počítače ZX81 (pokud byly tehdejší upoutávky na tento počítač pravdivé, tak už šlo o výrobu licencovanou firmou Sinclair). Vyráběl se ve dvou verzích, s 1 KiB nebo se 2 KiB RAM, v obou případech pouze jako stavebnice.